# Tharsis Tholus
El Tharsis Tholus és un volcà marcià de tipus escut que mesura uns 150 quilòmetres de diàmetre i arriba a uns 8 quilòmetres d'alçada. Per l'est i l'oest del volcà, l'estructura està com aplanada, donant-li una estranya aparença. Un dels motius que pot provocar això és que, quan va expulsar la lava, el centre del volcà es va venir a baix. Una altra causa possible, és que s'hagin produït lliscaments de terra a ambdós costats.